# Malin Persson
Malin Persson (Gränna, 20 Juli 1978) is een Zweedse schilder die leeft en werkt in Amsterdam.

## Opleiding
Persson werd geboren in het Zweedse Gränna. Op 16-jarige leeftijd verhuisde Persson naar Jönköping naar Jönköping waar ze "Kunst en Cultuur" ging volgen aan Per Brahe Gymnasium. In 1997 ging zij studeren aan de kunstacademie in Örebro. Zij volgde twee jaar studie in schilderkunst en een jaar beeldhouwwerk. In 2000 ging Persson naar Amsterdam en begon haar opleiding aan de Gerrit Rietveld Academie, Vrije Richting en ontving haar Bachelor of fine Arts in 2003. Twee jaar later 2005 tot 2006 volgde zij een postacademische opleiding aan de Rijksakademie van Beeldende kunsten.

## Werk
Het landschap en het licht zijn de belangrijkste thema's in het werk van Persson. Aanvankelijk het Zweedse landschap uit haar geboortestreek met de rijke natuur en de donkere mysterieuze bossen, later ook het Nederlandse open landschap met de kenmerkende lijnen van het water, lucht en horizon. Tijdens haar studies aan de academie van Örebro werd ze gefascineerd door abstracte vormen en begon ze te experimenten om op een abstracte manier landschappen samen te stellen. Na haar opleiding als kunstenaar werkte ze eerst nog realistisch aan het Zweedse landschap. Tijdens haar postgraduaat aan de Rijksacademie in 2005 ging ze abstracter werken en gaf ze landschappen weer in patronen en structuren. In 2007 won ze met haar abstracte kleurvlakken de koninklijke Prijs voor Vrije Schilderkunst. Sindsdien combineert ze in haar landschappen abstracte kunst met naturalistische schilderkunst.

## Exposities
Malin Persson was een van de eerste kunstenaars die door de Amsterdamse galeriehoudster Juliette Jongma werd opgemerkt. Vanaf 2004 toonde ze haar werk in meerdere solopresentaties en op kunstbeurzen. In 2006 exposeerde Persson bij Galerie Polylogue. In 2007 en 2011 toonde Persson haar werk bij Galerie Hidde van Seggelen in  Londen.  in 2012 exposeerde ze in de Örebro Konsthall en het  Dordrechts Museum. In 2013 toonde Malin Persson haar "Innerlijke beelden en getransformeerde beelden" bij de Amsterdamse Galerie Gerhard Hofland en in 2023 bij What Art Can Do in Amsterdam.

## Prijzen
In 2007 won Persson de koninklijke Prijs voor Vrije Schilderkunst.

## Werk in musea en Collecties
Haar werk is aangekocht door meerdere vooraanstaande collecties, waaronder de Akzo Nobel Art Foundation, BPD Kunstcollectie, de Kunstcollectie Leids Universitair Medisch Centrum,  het Museum Voorlinden en de Stichting Océ Kunstbezit in Venlo.

## Ontwerp en werkzaamheden
- 2021 - Koninklijke Nederlandse Munt, Herdenkingsmunt van 10 en 5 euro: Anton Geesink.[16]
- 2019 - 2023 - Art assistant for Jo Baer. Amsterdam, The Netherlands.
- 2018 - Koninklijke Nederlandse Munt, Herdenkingsmunt van 10 en 5 euro: 100 Jaar Wageningen Universiteit.[17] Op de voorzijde van de munt is het patroon van de zaden van een zonnebloem afgebeeld met in het midden de kop van Koning Willem-Alexander.[18] De achterzijde laat een gestileerde plant zien en een erlenmeyer.
- 2015 - The Painters Window, Artist book, Design Staffan Björk & Malin Persson